# Malicorne (album 1977)
Malicorne (pubblicato anche con i titoli di: Malicorne 4 o Nous sommes chanteurs de sornettes) è il quarto album dei Malicorne, pubblicato dalla Hexagone Records nel 1977.

## Tracce
Lato A
1. Nous sommes chanteurs de sornettes - Gavotte – 2:40 (Brano tradizionale, Gabriel Yacoub (testi aggiunti))
2. Couché tard levé matin – 3:53 (Gabriel Yacoub (testo), tradizionale (musica))
3. Daniel, mon fils – 2:40 (Brano tradizionale)
4. Le Deserteur - Le Congé – 5:19 (Gabriel Yacoub, Olivier Zdrzalik)
5. La Blanche Biche – 6:35 (Brano tradizionale)

Lato B
1. Bacchu ber – 1:58 (Brano tradizionale)
2. Le Jardinier du couvent – 9:03 (Brano tradizionale)
3. Misère – 2:27 (Brano tradizionale)
4. La Fiancée du timbalier – 5:49 (Victor Hugo, Gabriel Yacoub (testi aggiunti))
5. Ma chanson est dite – 0:27 (Brano tradizionale)

## Musicisti
- Gabriel Yacoub - voce, chitarra acustica, chitarra elettrica, mandoloncello, banjo
- Marie Yacoub - voce, ghironda, spinetta dei vosgi
- Olivier Zdrzalik - voce, basso elettrico, performer (elka), percussioni
- Laurent Vercambre - voce, violino, viola, violoncello, viola d'amore, chitarra acustica, mandolino, mandoloncello, tastiere, accordion (melodeon)
- Hughes De Courson - voce, flauto dolce, organo, pianoforte, performer (elka), sintetizzatore, cromorno, percussioni, glockenspiel[3]